# Harold Davis (Leichtathlet)
Harold „Hal“ Davis (* 5. Januar 1921 in Salinas, Kalifornien; † 12. August 2007 in Lakeport, Kalifornien) war ein amerikanischer Sprinter, der 1941 den 100-Meter-Weltrekord von Jesse Owens einstellte.

## Leben
In der Live Oak High School in Morgan Hill war der 17-Jährige der schnellste Jugendliche der USA über 100 Yards in 9,7 s (was ca. 10,4 s auf 100 m entspricht) und 220 Yards in 21,0 s. Aufgrund seiner bescheidenen schulischen Leistungen bekam er kein Universitätsstipendium, sondern setzte sein Studium am nahen Salinas Junior College (heute Hartnell College) fort. Unter seinem dortigen Trainer Bud Winter stellte er Jesse Owens’ 100-Meter-Weltrekord vom 6. Juni 1941 ein (10,2 s). Nach dem Junior College wechselte er auf die University of California, Berkeley, wo er von Brutus Hamilton trainiert wurde. Als California Comet verlor er zwischen 1940 und 1943 kein Sprintrennen. Er wurde drei Jahre lang amerikanischer Meister über 100 Yards und 4 Jahre lang über 220 Yards. Seine Einstellung des Weltrekords über 100 Yards in 9,4 s (16. Mai 1942) wurde von der IAAF nicht anerkannt, da er Startblöcke benutzt hatte, die in den USA, nicht aber von der IAAF zugelassen waren. Da die Olympischen Spiele von 1940 und 1944 wegen des Zweiten Weltkriegs abgesagt wurden, erreichte er keine internationale Karriere, obwohl seine Laufzeiten die damals schnellsten der Welt waren.
Von 1943 bis 1946 war er Landvermesser bei den US Marines in Südostasien. Als er in die USA zurückkehrte, versuchte er an seine sportliche Laufbahn anzuschließen, erlitt aber in der Hallensaison 1946/47 einen Muskelriss, von dem er sich nicht erholte. Er arbeitete in der Folge als Cowboy, Eintänzer und Gelegenheitsarbeiter.
Er wurde in die Hall of Fame des US-Leichtathletikverbands, der University of California, Berkeley und der San José Earthquakes aufgenommen und als Sportler des Jahrhunderts von der Pac-12-Liga geehrt.